# Luis Pulido Hurtado
Luis Pulido Hurtado (Bogotá, 1958) est un compositeur colombien,, flûtiste et pédagogue associé à la musique post-sérielle, lauréat en 1994 et 1995 du Prix National de Composition de Colcultura et en 2006 du Prix National de Composition décerné par le Ministère de Culture de Colombie. Il fut l'élève des compositeurs Jesús Pinzón Urrea et Franco Donatonni. 

## Biographie
Il a écrit de la musique de chambre (Laberinto, 1982), pour le ballet (Las novias de Papel, 1996), un grand nombre d'œuvres pour orchestre et de la musique pour le théâtre (Edipo Rey, 1984) et le cinéma (Los Presagios de León Prozac, 2000; La Boda del Acordeonista, 1985, musique lauréat du prix Círculo Precolombino au Festival du Film de Bogotá en 1986). 
Il a fait partie du conseil d'administration du Festival international de musique contemporaine de Bogotá depuis 1990, aujourd'hui disparu, et dans certaines éditions du festival il en était le directeur artistique. En 2006, la salle de concerts de la Bibliothèque Luis Angel Arango de Bogotá, avec le soutien de la Banque de la République de Colombie, lui a consacré un concert monographique dans la série Portraits d'un compositeur. 
Il est actuellement professeur de composition à l'Université de Los Andes, et flûtiste de l'Orchestre Philharmonique de Bogotá. 